# Estación de Botzaris
Botzaris es una estación de la línea 7 bis del metro de París situada en el 19º distrito de París. 

## Historia
Esta estación inaugurada el 18 de enero de 1911, perteneció a un ramal de la línea 7 hasta el 3 de diciembre de 1967, momento en que se creó la línea 7 bis.
Su nombre rinde homenaje a Markos Botzaris, héroe de la independencia de Grecia que luchó contra los turcos.

## Descripción
La línea 7 bis en esta estación se separa en dos en dirección a Pré Saint-Gervais, de manera que los trenes que se dirigen a dicha estación paran en Place des Fêtes y los que vienen de la misma han efectuado parada previamente en Danube.
La estación se compone de dos bóveda diferenciadas cada una con un andén lateral y una vía. Ambas están revestidas con azulejos blancos biselados. 
Su iluminación ha sido renovada empleando el modelo vagues (olas) con estructuras casi adheridas a la bóveda que sobrevuelan ambos andenes proyectando la luz en varias direcciones.
La señalización por su parte usa la moderna tipografía Parisine donde el nombre de la estación aparece en letras blancas sobre un panel metálico de color azul.
Por último, los asientos de la estación son blancos, individualizados y de estilo Motte.